# Абдеррахман Сіссако
Абдеррахман Сіссако (англ. Abderrahmane Sissako, 13 жовтня 1961, Кіффа) — мавританський кінорежисер, сценарист та кінопродюсер.

## Біографія
Незабаром після його народження сім'я переїхала в Малі, де Абдерахман виріс і здобув освіту. У 1983–1989 роках навчався в ВДІКу. На початку 1990-х оселився у Франції. Знімав в СРСР, Мавританії, Малі, Тунісі.

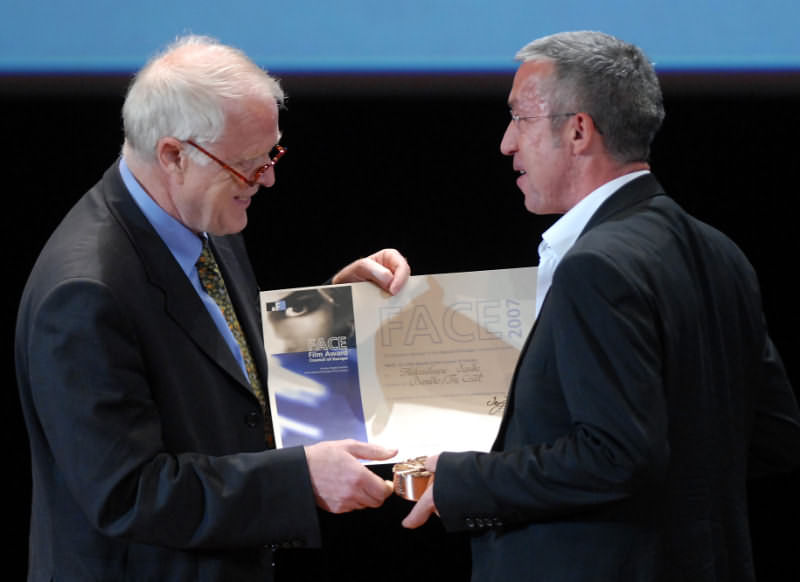
Абдеррахман Сіссако (праворуч) отримує премію Ради Європи, 2007

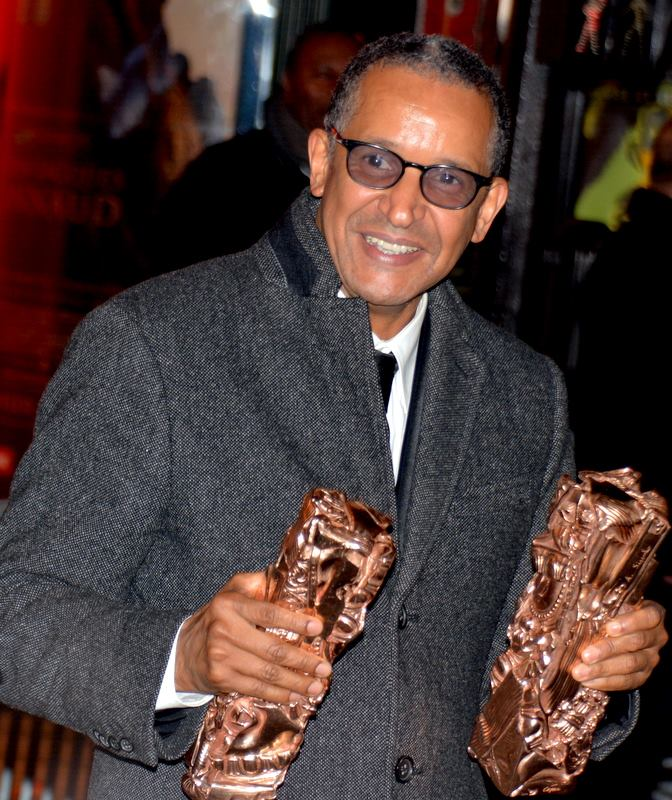
Абдеррахман Сіссако на врученні премії «Сезар», 2015

## Фільмографія
| Рік  | Назва                      | Оригінал                             | Примітки |
| ---- | -------------------------- | ------------------------------------ | --- |
| 1989 | Гра                        | Le Jeu                               | дипломний фільм у ВДІКу, знятий в Туркменістані |
| 1993 | Жовтень                    | Octobre                              | премія Особливий погляд на Каннському МКФ, премія 3-го Фестивалю кіно Африки, Азії і Латинської Америки в Мілані за найкращий короткометражний фільм                                                                                       |
| 1995 |                            | Le chameau et les bâtons flottants   | відео за баснею Лафонтена, знято в Мавританії |
| 1997 |                            | Sabriya                              | відео, знято в Тунісі |
| 1997 | Ростов-Луанда              | Rostov-Luanda                        | відео; премія за найкраще відео на 8-му Фестивалі кіно Африки, Азії і Латинської Америки в Мілані |
| 1988 | Життя на землі             | La Vie sur terre                     | знято в Малі; премія за найкращий повнометражний фільм на 9-му Фестивалі кіно Африки, Азії і Латинської Америки в Мілані, три премії на МКФ у Фрібурзі, спеціальна премія журі 16-го Фестивалю африканського кіно і телебачення в Уагадугу |
| 2002 | В очікуванні щастя         | Heremakono (En attendant le bonheur) | премія France Culture і ФІПРЕССІ на Каннському МКФ, головна премія 18-го Фестивалю африканського кіно і телебачення в Уагадугу, премія за найкращий фільм на Буенос-Айресському міжнародному фестивалі незалежного кіно                    |
| 2006 | Бамако                     | Bamako                               | (пісня у виконанні Уму Сангаре; Велика премія публіки на фестивалі Paris Cinéma, Кінопремія Ради Європи FACE, Премія «Люм'єр», премія МКФ в Стамбулі                                                                                       |
| 2008 | Розповіді про права людини | Stories on Human Rights              | (колективний проект) |
| 2010 | Бажаю вам дощу             | Je vous souhaite la pluie            | (документальний короткометражний) |
| 2014 | Тімбукту                   | Timbuktu                             | «Золота пальмова гілка» Каннського кінофестивалю, 3 «Премії Сезар», Приз Французького синдикату кінокритиків за найкращий французький фільм, Премія «Люм'єр»                                                                               |

## Визнання
Лауреат понад 20 премій. Член жури фестивалів у Берліні (2003), Анжері (2007) та Каннах (2000, 2003, 2007). Очолював екзаменаційну комісію в найбільшій кіношколі Франції La Fémis (2008).
- У 2007 році на Стамбульському міжнародному кінофестивалі за фільм «Бамако» отримав премію Ради Європи у номінації за найкращий фільм з правозахисної тематики[4]
- За фільм «Тімбукту» у 2015 році був удостоєний відразу трьох нагород премії «Сезар»: за найкращий оригінальний сценарій, найкращу режисуру і за найкращий фільм[5].